# Dynamine gisella
Dynamine gisella är en fjärilsart som beskrevs av William Chapman Hewitson 1857. Dynamine gisella ingår i släktet Dynamine och familjen praktfjärilar. Inga underarter finns listade i Catalogue of Life.

## Bildgalleri

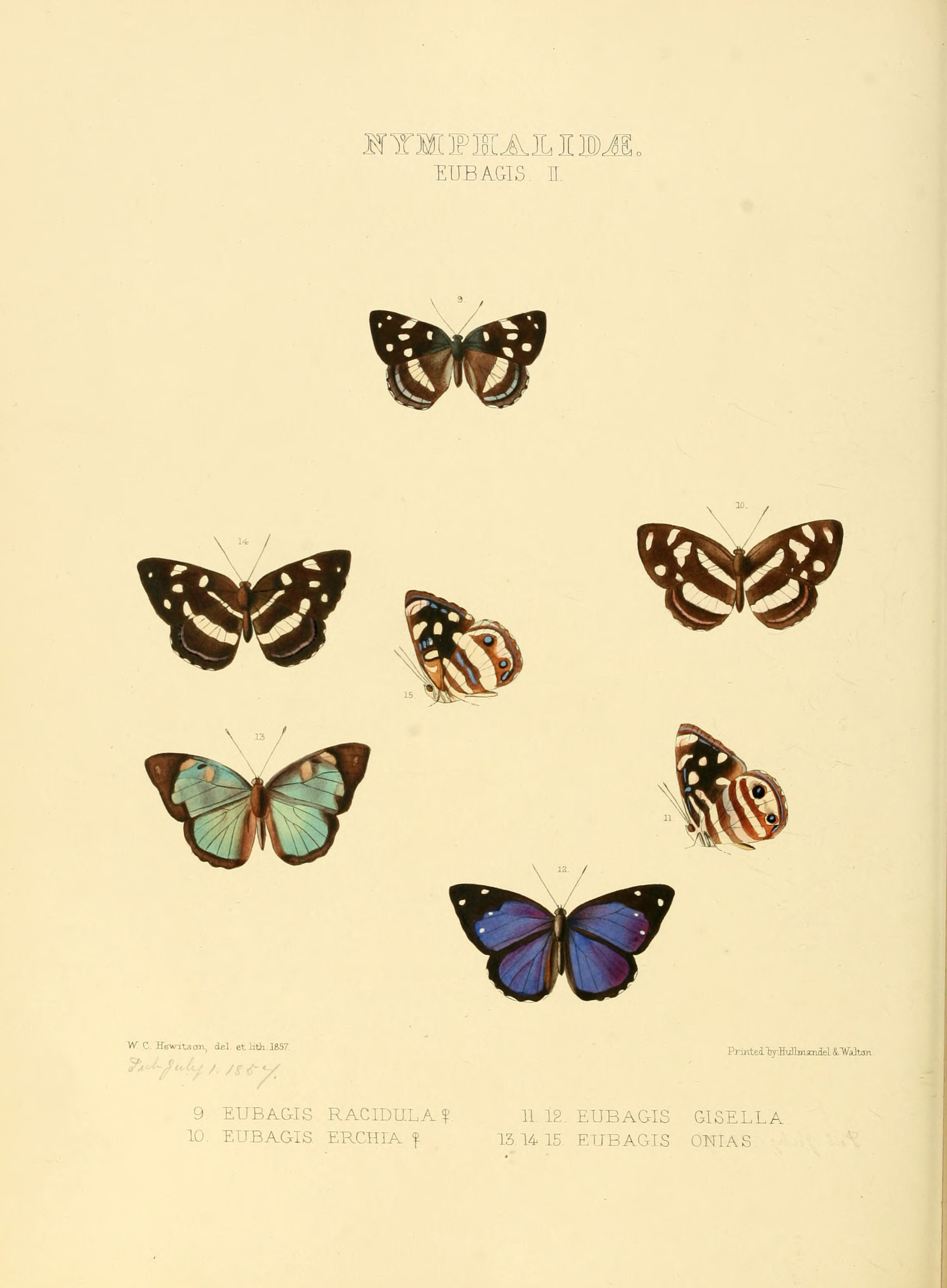